# Старих Ірина Олександрівна
Старих Ірина Олександрівна (26 серпня 1986, Курган, СРСР) — російська біатлоністка, чемпіонка Європи з біатлону, чемпіонка світу з біатлону серед юніорів, учасниця та призерка етапів кубка світу.

## Кар'єра в Кубку світу
- Дебют в кубку світу — 1 березня 2013 року в спринті в Осло — 37 місце.
- Перше попадання в залікову зону — 1 березня 2013 року в спринті в Осло — 37 місце.
- Перший подіум — 6 грудня 2013 року в спринті в Гохфільцені — 3 місце.
- Перша перемога — 8 січня 2014 року в естафеті в Рупольдінгу — 1 місце.

Іра дебютувала в кубках світу у 2013 році. В сезоні 2012/2013 спортсменка провела 2 старти на 7-у етапі Кубка світу, що проходив в Осло. Показавши 37 час в спринті та 21 персьюті, спортсменці вдалося набрати 24 бали та за підсумками сезону посісти 75 місце в загальному заліку біатлоністів.

## Дискваліфікація
У грудні 2013 року Старих провалила тест на допінг, і рішенням Міжнародної федерації біатлону дискваліфікована на два роки. У липні 2015 року термін дискваліфікації було збільшено до трьох років.

## Загальний залік в Кубку світу
- 2012—2013 — 75-е місце (24 очок)

## Статистика стрільби
| № п/п | Сезон     | Загальна      | Індивідуальна гонка | Спринт       | Гонка переслідування | Мас-старт  | Естафета   |
| ----- | --------- | ------------- | ------------------- | ------------ | -------------------- | ---------- | ---------- |
| 1     | 2012-2013 | 76,7% (23/30) | 0,0% (0/0)          | 80,0% (8/10) | 75,0% (15/20)        | 0,0% (0/0) | 0,0% (0/0) |